# Aurin (Haute-Garonne)
Aurin település Franciaországban, Haute-Garonne megyében. Lakosainak száma 340 fő (2022. január 1.). Aurin Lanta, Caraman, Maureville, Préserville és Tarabel községekkel határos.

## Népesség
A település népességének változása:
| Lakosok száma | 168  | 177  | 177  | 245  | 319  | 321  | 332  | 335  | 344  | 340  |
|               | 1968 | 1982 | 1990 | 2006 | 2013 | 2015 | 2017 | 2019 | 2020 | 2022 |